# Spartiniphaga inops
Spartiniphaga inops är en fjärilsart som beskrevs av Augustus Radcliffe Grote 1881. Spartiniphaga inops ingår i släktet Spartiniphaga och familjen nattflyn. Inga underarter finns listade i Catalogue of Life.